# ニューデリー-シュリ・マタ・ヴァイシュノ・デヴィ・カトラ・ヴァンデ・バーラト急行
ニューデリー-シュリ・マタ・ヴァイシュノ・デヴィ・カトラ・ヴァンデ・バーラト急行（英語: New Delhi–Shri Mata Vaishno Devi Katra Vande Bharat Express）は、インドの急行列車の1つ。都市間長距離電車列車のヴァンデ・バーラト急行の1つで、2019年から営業運転を開始した。 

## 概要
2019年10月3日から営業運転を開始した、「ヴァンデ・バーラト急行」の中で2番目となる列車。首都・ニューデリーのニューデリー駅とジャンムー・カシミール連邦直轄領の都市・カトラのシュリ・マタ・ヴァイシュノ・デヴィ・カトラ駅、全長655 kmの区間を8時間かけて走行する。カトラ方面の観光・巡礼需要の強化を目的に設定されており、ラージダーニー急行を始めとした同区間を走る列車と比べて所要時間が3時間以上短縮されている。
2024年3月21日に実施されたダイヤの変更以降、水曜日を除いた週6日に1往復が設置されている。